# Rhacoma parviflora
Rhacoma parviflora là một loài thực vật có hoa trong họ Dây gối. Loài này được (Hemsl.) Lundell miêu tả khoa học đầu tiên năm 1938.